# Zephronia inferior
Zephronia inferior är en mångfotingart som beskrevs av Carl Graf Attems 1936. Zephronia inferior ingår i släktet Zephronia och familjen Zephroniidae. Inga underarter finns listade i Catalogue of Life.